# Station Bad Wilsnack
Station Bad Wilsnack is een station in de Duitse plaats Bad Wilsnack. Het station ligt aan de spoorlijn Berlijn - Hamburg en wordt gebruikt door regionale treinen.
Het stationsgebouw is onder andere in gebruik als toeristenbureau en voor vakantiewoningen. De buitenmuren zijn voorzien van schilderingen die de historie van Bad Wilsnack uitbeelden.

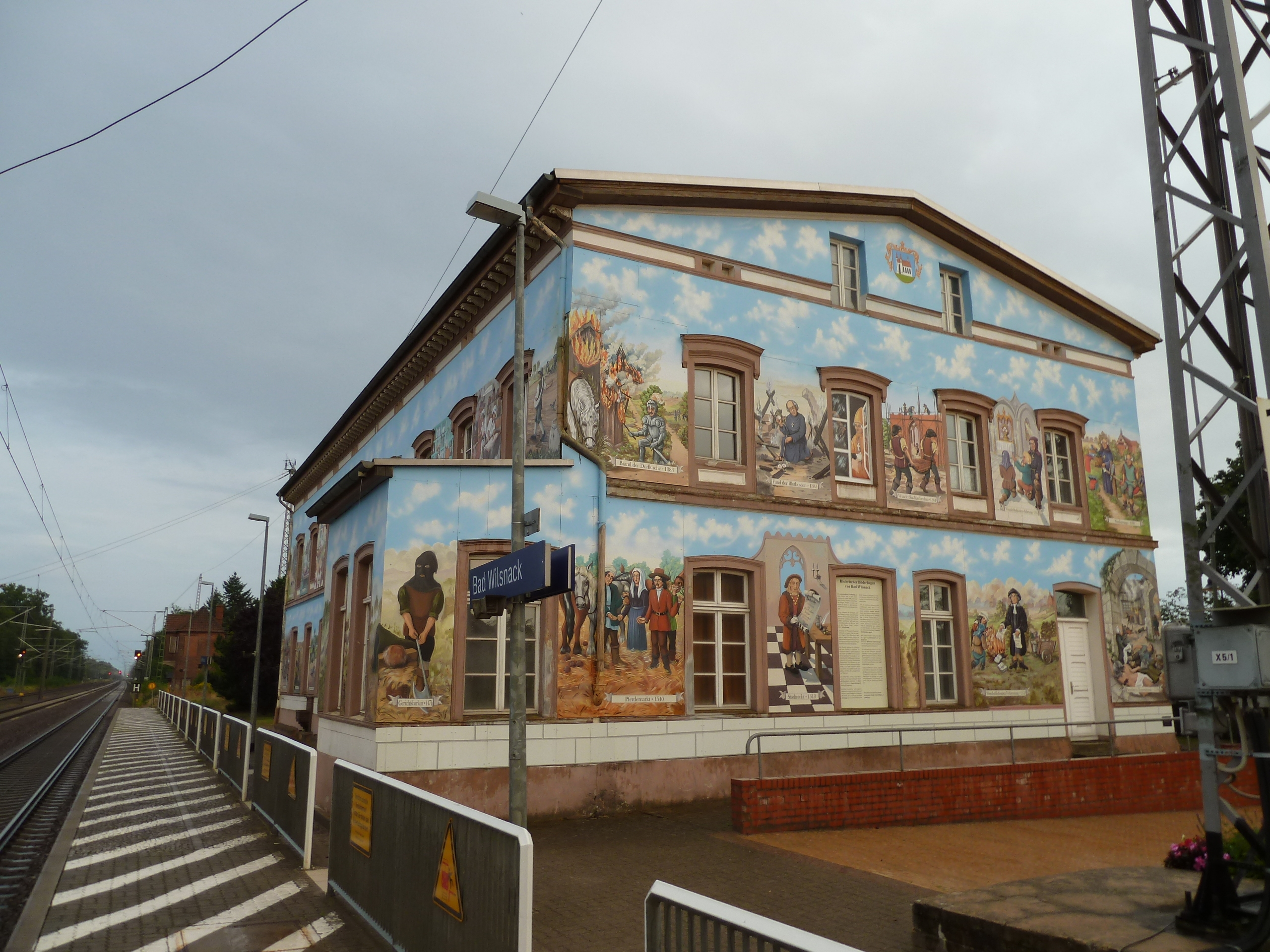
Stationsgebouw met beschildering